# Raleigh Runnels Memorial Pool

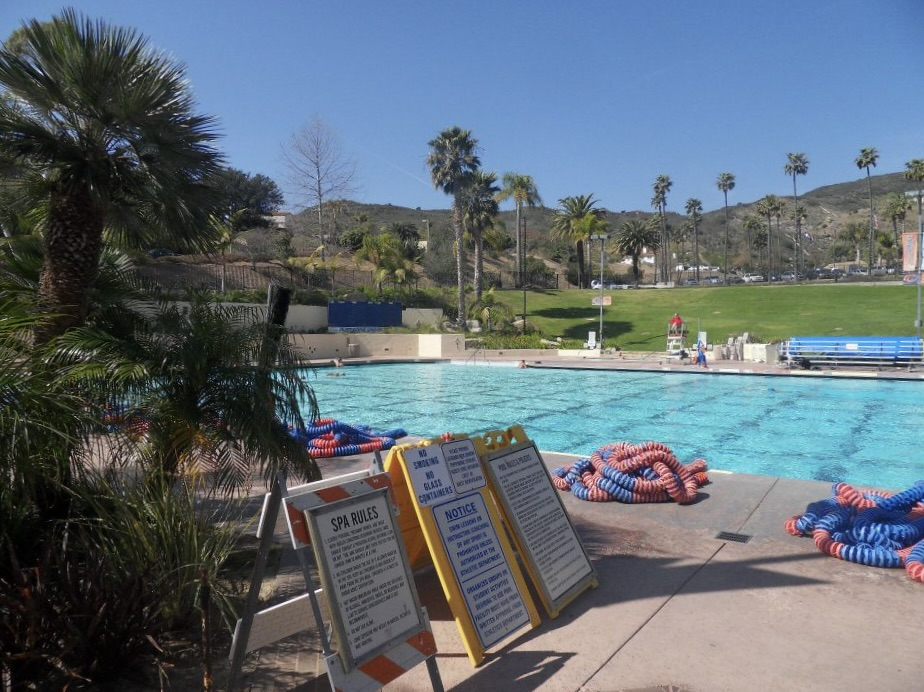
Raleigh Runnels Memorial Pool

Der Raleigh Runnels Memorial Pool ist ein Freibad in Malibu, das sich auf dem Gelände der Pepperdine University befindet. Entworfen und erbaut wurde das Bad von Nader Construction, die Baukosten lagen bei 450.000 Dollar. Die Geldgeber für das Bauprojekt waren Mrs. Frank Rogers Seaver und Morris B. Pendleton. Im Jahr 1975 wurde der Raleigh Runnels Memorial Pool eröffnet. Seinen Namen erhielt er am 18. April 1976 nach dem Sohn des Kanzlers der Pepperdine Charles Runnels, Raleigh Neal Runnels, der im Alter von 17 Jahren an Krebs gestorben war. Das Becken hat ein Ein-Meter- und ein Drei-Meter-Sprungbrett und wird von der Wasserballmannschaft der Universität und dem Frauen-Schwimmteam genutzt. Während der Olympischen Sommerspiele 1984 fand im Raleigh Runnels Memorial Pool das Wasserball-Turnier statt.